# Acid Orange 6
C.I. Acid orange 6 (Trivialname Resorcingelb) ist das Natriumsalz der 4-[(2,4-Dihydroxyphenyl)diazenyl]benzolsulfonsäure, ein zu den Säurefarbstoffen zählender Azofarbstoff. Für die freie Säure wird der Name Chryosin S verwendet. Der Farbstoff zählt zu den Tropäolin-Farbstoffen.

## Herstellung
Acid Orange 6 wird durch Diazotierung von Sulfanilsäure und anschließender Azokupplung mit Resorcin hergestellt.

## Verwendung

### Als Lebensmittelfarbstoff
In Deutschland wurde durch die Farbstoff-Verordnung ab 1959 die Verwendung von 1-Aminobenzol-4-sulfosäure→1,4-Dioxybenzol (Natriumsalz) in Lebensmitteln zugelassen. Zur Übernahme der Richtlinie des Rats zur Angleichung der Rechtsvorschriften der Mitgliedstaaten für färbende Stoffe, die in Lebensmitteln verwendet werden dürfen in nationales Recht wurde die Farbstoff-Verordnung 1966 angepasst und für Chryosin S die E-Nummer E 103 aufgenommen. 1976/1977 wurde es aus der Farbstoff-Verordnung und durch Richtlinie 76/399/EWG aus der Richtlinie für färbende Stoffe gestrichen. Seitdem ist die Verwendung in der EU als Lebensmittelfarbstoff nicht mehr zulässig. Eine INS-Nummer wurde für Acid orange 6 nie vergeben und auch als Futtermittelzusatzstoff war es nicht zugelassen. 

### Sonstige Verwendung
Acid Orange 6 findet noch als pH-Indikator Verwendung, da es seine Farbe im pH-Bereich von 11,0–12,8 von Gelb auf Orange ändert.